# Charlotte Link
Charlotte Link (Francoforte sul Meno, 5 ottobre 1963) è una scrittrice tedesca.

## Biografia
Ad oggi è considerata una delle più talentuose scrittrici tedesche contemporanee. Charlotte è figlia della famosa scrittrice e giornalista tedesca Almuth Link. Ha scritto la sua prima opera, Die schöne Helena, all’età di 16 anni. Il romanzo venne poi pubblicato quando lei aveva 19 anni. Ha vinto numerosi premi letterari. Amante degli animali, è membro attivo del PETA e presta soccorso ai cani randagi in Spagna e in Turchia. Charlotte Link vive con il suo compagno e il cane nella città tedesca di Wiesbaden.
Deve la sua fama soprattutto alla sua versatilità: conosciuta inizialmente per i suoi romanzi a sfondo storico, ha avuto molto successo anche con i suoi romanzi gialli, tanto che ogni suo nuovo libro occupa per mesi i primi posti delle classifiche tedesche.

## Opere
- 1985 - Cromwells Traum oder Die schöne Helena
- 1986 - Quando l'amore non finisce (Wenn die Liebe nicht endet), Corbaccio 2010, TEA 2012
- 1986 - Verbotene Wege
- 1987 - Die Sterne von Marmalon
- Venti di tempesta, trilogia
  - 1989 - Venti di tempesta (Sturmzeit), Corbaccio 2006, TEA 2008
  - 1992 - Profumi perduti (Wilde Lupinen), Corbaccio 2007, TEA 2009
  - 1994 - Una difficile eredità (Die Stunde der Erben), Corbaccio 2007, TEA 2009
- 1991 - Giochi d'ombra (Schattenspiel), Corbaccio 2014, TEA 2015
- 1995 - Il peccato dell'angelo (Die Sünde der Engel), Corbaccio 2011, TEA 2012
- 1997 - La casa delle sorelle (Das Haus der Schwestern), Corbaccio 2002, TEA 2004
- 1998 - L'uomo che amava troppo (Der Verehrer), Corbaccio 2004, TEA 2006
- 2000 - La donna delle rose (Die Rosenzüchterin), Corbaccio 2005, TEA 2006
- 2002 - La doppia vita (Die Täuschung), Corbaccio 2005, TEA 2007
- 2003 - Alla fine del silenzio (Am Ende des Schweigens), Corbaccio 2004, TEA 2006
- 2005 - L'ospite sconosciuto (Der fremde Gast), Corbaccio 2005, TEA 2008
- 2006 - L'isola (Die Insel), Corbaccio 2008, TEA 2010
- 2006 - Nemico senza volto (Das Echo der Schuld), Corbaccio 2008, TEA 2010
- 2008 - L'ultima traccia (Die letzte Spur), Corbaccio 2009, TEA 2010
- 2009 - Nobody (Das andere Kind), Corbaccio 2010, TEA 2012
- 2011 - Oltre le apparenze (Der Beobachter), Corbaccio 2012, TEA 2013
- 2012 - L'ultima volta che l'ho vista (Im Tal des Fuchses), Corbaccio 2013, TEA 2014
- 2014 - Sei nelle mie parole (Sechs Jahre. Der Abschied von meiner Schwester), Corbaccio 2015
- 2016 - La scelta decisiva (Die Entscheidung), Corbaccio 2017, TEA 2018

### Le Indagini di Kate Linville
- 2015 - L'inganno (Die Betrogene), Corbaccio 2015, TEA 2016
- 2018 - La palude (Die Suche), Corbaccio 2019, TEA 2021
- 2020 - Senza colpa (Ohne Schuld), Corbaccio 2021
- 2022 - La notte di Kate (Einsame Nacht), Corbaccio 2023
- 2024 - Acqua Scura (Dunkles Wasser), Corbaccio 2024